# التنمر: قصة مناقشة ونشاط
قصة التنمر: مناقشة ونشاط هي قصة أطفال وكتيب أنشطة مكون من 40 صفحة كتبتها ريتا واي تويوز، وتم نشرها في عام 2003. وتركز القصة على منح الأطفال القدرة على كيفية التعبير فيما يتعلق بشعورهم حيال التنمر، وتعليم والدان كيفية التعامل مع المواقف التي تنطوي على التنمر بطريقة إيجابية. يمكن استخدام الكتاب في الفصول الدراسية، وفي التعليم الفردي مع مستشار أو مع الوالد / موفر الرعاية.

## ملخص القصة
يتعرض جيسون للتنمر في المدرسة على يد طفل يجبره على إعطائه غداءه كل يوم. ويتم إبلاغ والدته في المدرسة بأن جيسون غالبًا ما يكون جائعًا، وتدرك أنه يتعرض للتنمر. وتنصح جيسون بأنهم يجب أن يخبروا المدرسة بالمشكلة للحصول على مساعدة. إلا أن جيسون يرفض ويقاوم ذلك. وتذكر الأمر لجيسون أنه إذا لم يتم إيقاف هذا الطفل المتنمر عند حده، فإنه سوف يستمر في التنمر.

## تصميم الكتاب
القصة متبوعة بقسم للأسئلة والأجوبة للأطفال. وتساعد تلك الأسئلة الأطفال على التعبير عن مشاعرهم حيال المتنمرين، وتوفر الإجابات طرقًا عملية للتعامل مع تلك المشكلة. ويمكن استخدام الصور الموجودة في القصة لتكون بمثابة كتاب تلوين أثناء مناقشة موضوع التنمر.
ويحتوي القسم الخاص بالكبار في القصة على جزء خاص بالأسئلة والأجوبة التي تعطي الوالدين وموفري الرعاية معلومات حول التنمر. كما أنه يوفر كذلك معلومات فعالة فيما يتعلق بالتعامل مع المتنمر بطريقة توفر نموذجًا إيجابيًا للأطفال، بالإضافة إلى توفير الموارد الإضافية.

## الطبعات
- ISBN 0-9736224-0-7 (الطبعة الأولى، 2003)
- ISBN 978-0-9736224-0-9 (الطبعة الثانية، 2005)

## وصلات خارجية
- Website
- Reviews